# Natalja Žukovová
 Natalja Žukovová (ukrajinsky Наталя Олександрівна Жукова) (* 5. června 1979, Drážďany) je ukrajinská šachistka, mistryně Evropy v šachu z roku 2000 a vítězka šachové olympiády žen s družstvem Ukrajiny z roku 2006.

## Tituly
V roce 1996 získala titul mezinárodní velmistryně. Titul mezinárodního velmistra získala v roce 2010.

## Šachové olympiády žen
| Rok  | Olympiáda | Místo           | Deska | ELO  | Počet bodů | Odehráno partií | pořadí na šachovnici | pořadí družstvo |
| ---- | --------- | --------------- | ----- | ---- | ---------- | --------------- | -------------------- | --------------- |
| 1996 | 32.       | Jerevan         | 4.    | 2335 | 7          | 11              | 10.                  | 4.              |
| 1998 | 33.       | Elista          | 1.    | 2460 | 4,5        | 10              | 46.                  | 12.             |
| 2000 | 34.       | Istanbul        | 1.    | 2450 | 6,5        | 11              | 18.                  | 4.              |
| 2002 | 35.       | Bled            | 1.    | 2436 | 5,5        | 11              | 50.                  | 6.              |
| 2004 | 36.       | Calvià          | 1.    | 2481 | 5          | 12              | 64.                  | 18.             |
| 2006 | 37.       | Turín           | 1.    | 2425 | 7,5        | 10              | 8.                   | 1.              |
| 2008 | 38.       | Drážďany        | 2.    | 2488 | 7          | 10              | 2.                   | 2.              |
| 2010 | 39.       | Chanty-Mansijsk | 2.    | 2499 | 5          | 9               | 15.                  | 9.              |
| 2012 | 40.       | Istanbul        | 3.    | 2442 | 6,5        | 9               | 4.                   | 3.              |
| 2014 | 41.       | Tromsø          | 4.    | 2468 | 7,5        | 10              | 1.                   | 3.              |